# Гондюл, Валерий Петрович
Го́ндюл Валерий Петрович (16.06.1949, Дымер, Киевская область, СССР — 19.10.2007, Киев, Украина) — кандидат технических наук, профессор, Отличник образования Украины (1999), лауреат Премии ЮНЕСКО (1999), основатель специальности «Международная информация» на Украине, основатель кафедры международной информации в Институте международных отношений Киевского национального университета имени Тараса Шевченко.

## Биография
Родился 16 июня 1949 года в пгт Дымер Вышгородского района Киевской области (Украина).
В 1973 году закончил Киевский политехнический институт (КПИ) по специальности «радиоинженер-конструктор». Научно-педагогическую работу начал ассистентом кафедры радиоконструирования и производства радиоаппаратуры радиотехнического факультета КПИ. В 1982 году подготовил и защитил кандидатскую диссертацию на тему «Оптимизация компоновочных характеристик конструкций радиоелектронной аппаратуры при автоматизированном проектировании». В 1991 году получил учёное звание профессора. 
В 1988—1992 гг. работал проректором по учебной работе КПИ. В течение 1992—1995 гг. — заместитель министра образования Украины по вопросам науки и высшей школы. С 1993 года работал в Киевском национальном университете имени Тараса Шевченко. В 1993—2007 гг. — заведующий кафедры международной информации Института международных отношений Киевского национального университета имени Тараса Шевченко. В 1995—2004 гг. — также проректор по научной работе Университета.

## Основные направления научной деятельности
Направления научных исследований:
- Математическое моделирование и прогнозирование международных отношений.
- Моделирование международных конфликтов.
- Информационные системы и технологии.

Авторские нормативные курсы:
- введение в специальность «Международная информация»,
- математические основы информационных технологий,
- основы международных информационных отношений,
- системный анализ в международных отношениях,
- теория принятия решений в международных отношениях,
- математическое моделирование и прогнозирование в международных отношениях,
- методология и организация научных исследований,
- методика преподавания в высшей школе.

Автор около 100 научных трудов, в том числе соавтор учебных пособий «Математическое моделирование и прогнозирование в международных отношениях» (Киев, 1998), «Международная информационная безопасность» (Киев, 1999); четырёх энциклопедических и толковых словарей: «Информатика и вычислительная техника» (Киев, 2000), «Радиотехника» (Киев, 2001), «Радиотехника» (Москва, 2002), «Дипломатическая энциклопедия» (Киев, 2004); электронных пособий "Введение в специальность «Международная информация»", «Основы международных информационных отношений».

## Награды
- Лауреат Премии ЮНЕСКО (1999).
- Отличие Президента Украины — Oрден «За заслуги» ІІІ степени (1999).
- Нагрудный знак «Отличник образования Украины» (1999).
- Почётная грамота Министерства образования Украины «За плодотворную работу с одарённой молодежью и значительный вклад в подготовку и проведение Всеукраинского конкурса научных студенческих и аспирантских робот на политическую тематику 2001 года» (2001).
- Письмо-благодарность Министерства иностранных дел Украины «За участие в работе тематического семинара повышения квалификации новоназначенных чрезвычайных полномочных послов Украины» (2001).
- Письмо-благодарность Комитета по вопросам науки и образования Верховного Совета Украины «За высказанные предложения и рекомендации во время подготовки Закона о высшем образовании Украины» (2002).
- Почётный диплом Пятой международной выставки учебных заведений «Современное образование в Украине — 2002» за разработку и внедрение в учебно-воспитательный процесс современных педагогических технологий (2002).
- Почётная грамота Министерства иностранных дел Украины (2003).